# الطاهر هميلة
الطاهر هميلة هو عضو المجلس الوطني التأسيسي التونسي عن حزب المؤتمر من أجل الجمهورية. عُرف بالترويج لعبارة الحثالة الفرنكوفونية.

## النشاط السياسي
جُمدت عضوية الطاهر هميلة في المؤتمر من أجل الجمهورية بسبب مطالبته بعرض رئيس الجمهورية محمد المنصف المرزوقي على الطب العقلي للتأكد من سلامة مداركه العقلية.

ترأس الطاهر هميلة المجلس في الجلسة الأولى الافتتاحية باعتباره أكبر الأعضاء سنا إلى جانب أصغر الأعضاء. توفي صبيحة يوم الجمعة 22 سبتمبر ايلول 2017 عن عمر يناهز 79 سنة.

## الحياة الشخصية
متزوج وله ستة أولاد، 5 بنين وبنت.